# La Navata

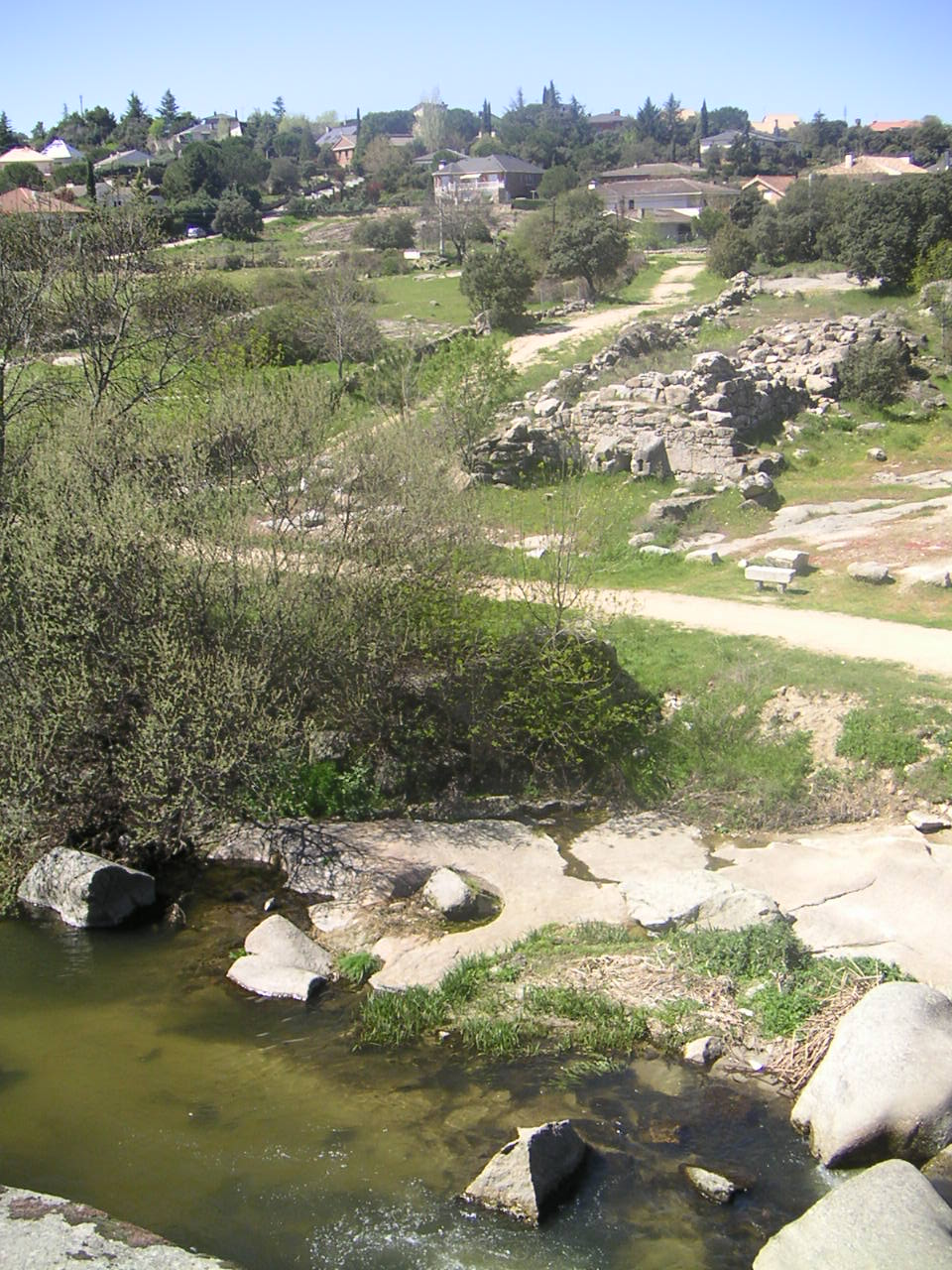
Vista de La Navata con el río Guadarrama en primer término.

La Navata es una zona residencial dentro del término municipal de Galapagar, a unos 2 kilómetros del pueblo, es continuación del mismo,en la comunidad de Madrid, España. Está comunicada con la capital por medio de un apeadero de tren de la red de Cercanías de Madrid, además de por varias rutas de autobuses, las líneas 632 y 635 a Moncloa principalmente. Está conectada con la autopista A-6 con salida en el km 36.
Rodeada por espacios naturales protegidos y bonitos caminos para poder disfrutar de los paseos, y bañada por el río Guadarrama, La Navata engloba diferentes urbanizaciones entre las que destacan el Molino de la Navata y Riomonte. Es una zona en la que predominan las viviendas unifamiliares adosadas e independientes. La localidad cuenta con varios bares, un estanco, un colegio público, un supermercado SUPERCOR, una farmacia y varios restaurantes.
Monumentalmente, merecen especial mención la ermita de La Navata y el puente de origen romano-musulmán, muy transformado en el renacimiento del que todavía podemos admirar sus arcadas y parte del tablero. Se conoce como puente del Molino y actualmente, se ha utilizado su estructura como semi-apoyo de una conducción de saneamiento del municipio, modificando su impronta de puente histórico. Otro puente de origen romano-musulmán es el conocido como de la Alcanzorla (siglos IX-XI), situado, este último, casi en la linde con Torrelodones. 

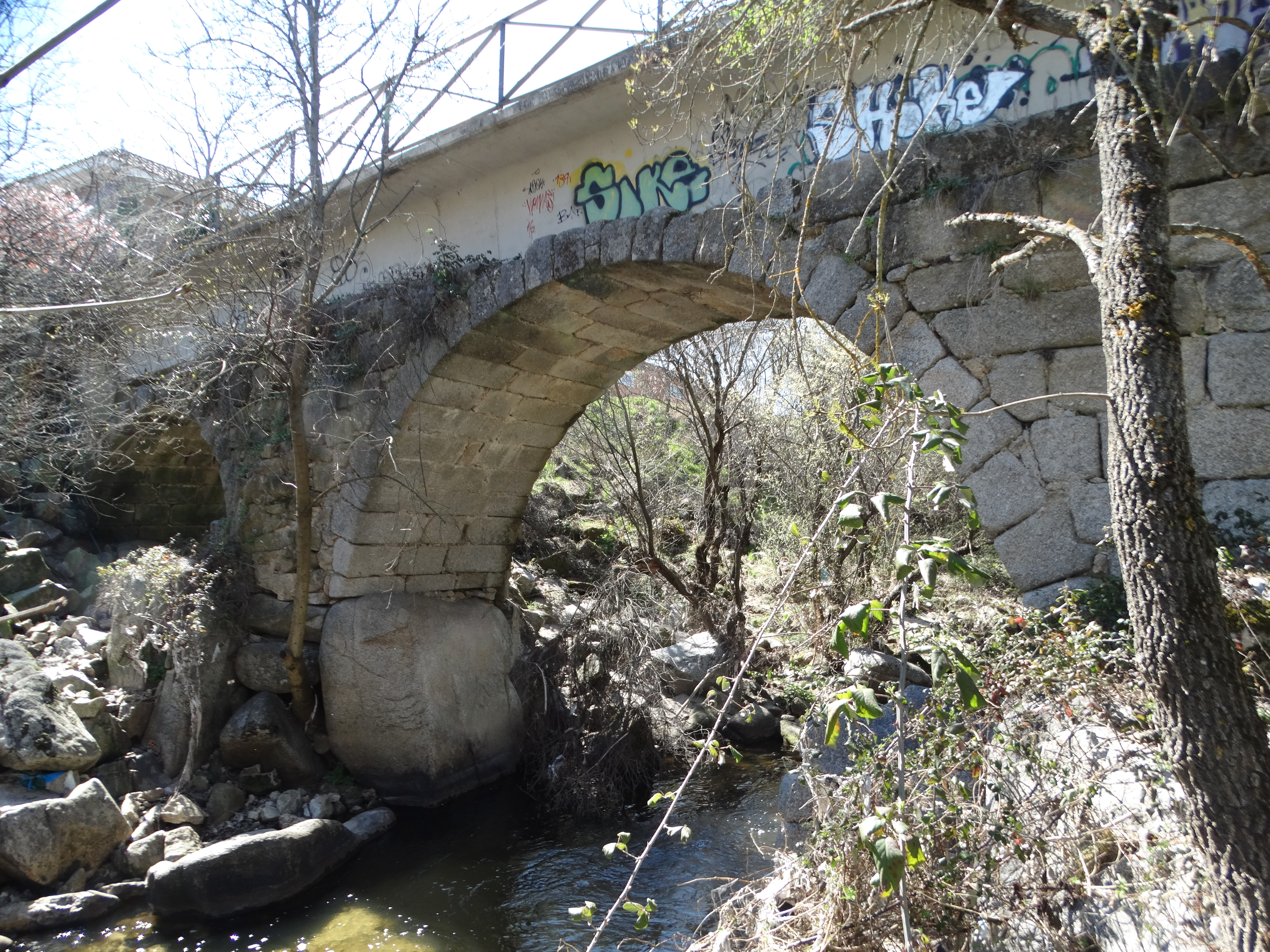
Puente de La Navata

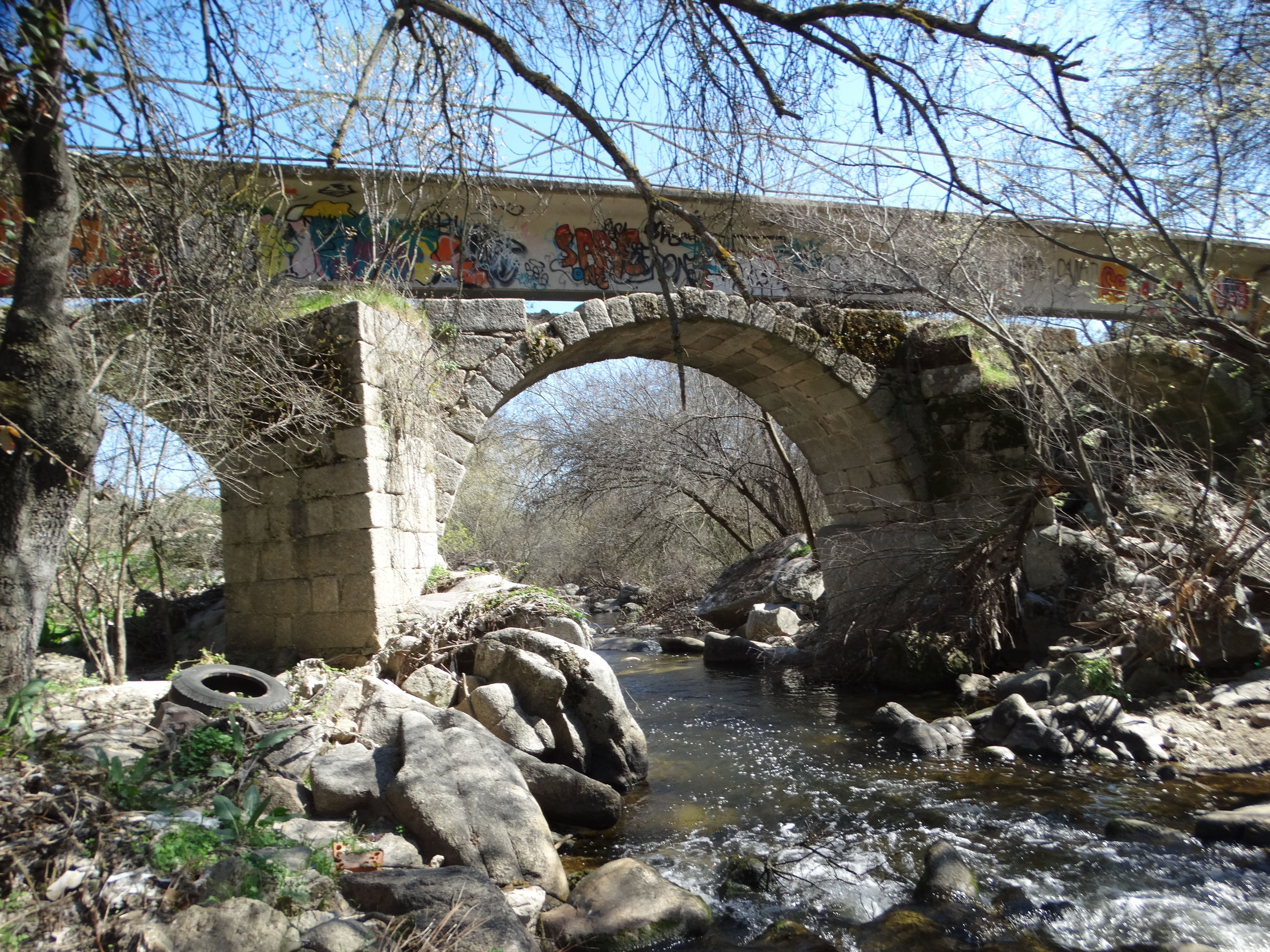
Puente de La Navata